# Liste von Seilbahnen in Italien
Die Liste von Seilbahnen in Italien enthält öffentlich benutzbare kommerzielle und nach Fahrplan verkehrende Luftseilbahnen und Gondelbahnen mit geschlossenen Kabinen sowie Sesselbahnen in Italien.
- GB = Gondelbahn, LSB = Luftseilbahn, SB = Sesselbahn

## RegionTrentino-Südtirol

### ProvinzSüdtirol
1. Ahr (Rienz) – Richtung Durreck (LSB, 1 Abschnitt)
2. Algund – Hochmut (GB, 2 Abschnitte)
3. Bozen, Kohlstatt – Kohlern (LSB, 1 Abschnitt, Kohlerer Bahn)
4. Bozen – Jenesien (LSB, 1 Abschnitt, Seilbahn Jenesien)
5. Bozen, Ritten – Oberbozen (GB, 1 Abschnitt, Rittner Seilbahn)
6. Bozen – Virgl (Seilbahn 1957–1976)
7. Brixen, St. Andrä (Brixen) – Kreuztal Plosebahn, (GB, 1 Abschnitt)
8. Bruneck – Kronplatz (GB, 1 Abschnitt) und je eine weitere Gondelbahn bzw. Sesselbahn
9. Burgstall-Vöran
10. Corvara, Piz Boè (GB, 1 Abschnitt)
11. Corvara, Col Alto (GB, 1 Abschnitt) und zwei weitere Gondelbahnen
12. fast Etschquelle – Schöneben (SB, 1 Abschnitt)
13. Haidersee – Haideralm (GB, 1 Abschnitt)
14. Haidersee, Haideralm – Seebodenspitze (SB, 1 Abschnitt)
15. Laas, Laaser Marmorbahn (4. Sektion: Materialseilbahn, 170 Meter Höhenunterschied)
16. Lana – Vigiljoch (LSB, 1 Abschnitt, Vigiljochbahn)
17. Langkofel (SB, 1 Abschnitt)
18. Latsch-Martell – St. Martin im Kofel (LSB, 1 Abschnitt, Seilbahn St. Martin)
19. Meran, Josefsbergseilbahn (Seilbahn mit eigenem Antrieb, 1979–199_)
20. Meran, Panoramalift Meran–Dorf Tirol
21. Meran-Naif, Vernaun – Ifinger (LSB, 1 Abschnitt, Meran 2000)
22. Meran, Falzeben – Ifinger (GB, 1 Abschnitt)
23. Meran-Obermais, – Labers – Hafling-St. Katherina, 1923 bis 1984, Musterseilbahn Meran–Hafling
24. Meran-Untermais, – St.Katharina (LSB, 1 Abschnitt, ehemalige LSB)
25. Meran – Hafling, 1923–1984
26. Mühlbach-Meransen (LSB, 1 Abschnitt), Meransner Bahn
27. Mühlbach, Meransen – Gitsch (GB, 1 Abschnitt), Meransnerbahn
28. Mühlbach-Vals, Jochtalbahn
29. Naturns-Unterstell, Seilbahn Sonnenberg
30. Pemmern – Schwarzseespitze (GB, 1 Abschnitt, Bergbahn Rittner Horn)
31. Pfelders – Grünboden, Grünboden-Express
32. bei Wolkenstein in Gröden: Plan de Gralba – Piz Sella (LSB, 1 Abschnitt)
33. Rabland, Saring – Aschbach (LSB, 1 Abschnitt), Seilbahn Aschbach
34. Reschensee – Mittelstation (GB, 1 Abschnitt)
35. Reschensee, Mittelstation – Schöneben (SB, 1 Abschnitt)
36. Seis am Schlern, Seiser Alm Umlaufbahn
37. Saltaus – Prenn – Klammeben (LSB, 2 Abschnitte), Hirzerseilbahn
38. St. Christina in Gröden (SB, 1 Abschnitt)
39. St. Christina in Gröden – Sasslong (GB, 1 Abschnitt)
40. St. Christina in Gröden, Col Raiser (GB, 1 Abschnitt)
41. St. Ulrich in Gröden – Seiser Alm (GB, 1 Abschnitt)
42. St. Ulrich in Gröden – Furnes (GB, 1 Abschnitt)
43. St. Ulrich in Gröden, Furnes – Seceda (Seilbahn Seceda) (LSB, 1 Abschnitt)
44. St. Vigil – Furkelsattel (GB, 1 Abschnitt)
45. St. Vigil, Furkelsattel – Kronplatz (GB, 1 Abschnitt)
46. St. Vigil, Kronplatz – ? (GB, 2 Abschnitt)
47. Schenna – Schennaberg (LSB, 1 Abschnitt, Taser-Pendelbahn)
48. Schnalstal, Kurzras-Grawand (Schnalstaler Gletscher), Schnalstaler Gletscherbahn
49. Sexten, Helmbahn
50. Stilfser Joch-Trincerone (GB, 1 Abschnitt)
51. Stilfser Joch, Trincerone-Livrio (GB, 1 Abschnitt) (Funifor)
52. Sulden – Schaubachhütte (LSB, 2 Abschnitte, Seilbahn Sulden am Ortler)
53. Dorf Tirol – Hochmut (LSB, 1 Abschnitt Hochmuterbahn)
54. Verdins – Tall (LSB, 1 Abschnitt)
55. La Villa – Piz la Illa (GB, 1 Abschnitt)
56. Vilpian-Mölten seit 1953[1]
57. Wolkenstein in Gröden – Dantercepies (GB, 1 Abschnitt)
58. Wolkenstein in Gröden – Ciampinoi (GB, 1 Abschnitt)

### ProvinzTrient
1. Andalo – Doss Pela (GB, 1 Abschnitt)
2. Andalo – Prati di Gaggia (GB, 1 Abschnitt)
3. Cavalese – Cermis (GB, 3 Abschnitte) Cermisbahn
4. Daolasa – Bergstation (GB, 2 Abschnitte)
5. Fassatal, Campitello di Fassa – Col Rodella (LSB, 1 Abschnitt)
6. Fassatal, Pradel (Trentino) – Col Rodella (GB, 1 Abschnitt)
7. Fassatal, Pradel (Trentino) – Passo Pordoi (GB, 1 Abschnitt)
8. Fassatal, Passo Pordoi – Sasso Pordoi (LSB, 1 Abschnitt)
9. Fassatal, Canazei, Vigo di Fassa – Ciampac (LSB, 1 Abschnitt)
10. Fassatal, Canazei – Mittelabschnitt – Toe (GB, 2 Abschnitte)
11. Fassatal, Canazei, Mittelabschnitt – Col di Rossi (LSB, 1 Abschnitt)
12. Fassatal, Canazei, Vigo di Fassa – Ciampac (LSB, 1 Abschnitt)
13. Fassatal, Lago di Fedaia – Marmolata (GB, 1 Abschnitt)
14. Madonna di Campiglio – Monte Spinale (GB, 1 Abschnitt)
15. Madonna di Campiglio – Ritorto (GB, 1 Abschnitt)
16. Madonna di Campiglio – Pradalago (GB, 1 Abschnitt)
17. Madonna di Campiglio – Grostè (GB, 2 Abschnitte)
18. Marilleva – Marilleva 1400 (GB, 1 Abschnitt)
19. Marilleva 1400 – Malga Panciava (GB, 1 Abschnitt)
20. Marilleva 1400, Malga Panciava mit 3 anschließenden Sesselbahnen (1 Abschnitt)
21. Mastellina, Folgarida – Malghet Aut (GB, 1 Abschnitt) mit einer weiteren Gondelbahn
22. Mezzocorona
23. Passo del Tonale, Paradiso (GB, 1 Abschnitt)
24. Passo del Tonale, Presena (GB, 1 Abschnitt)
25. Peio Fonti – Tarlenta (GB, 1 Abschnitt)
26. Peio Fonti, Tarlenta – Rifugio Mantova (Funifor, 1 Abschnitt)
27. Rovereto, etwa 10 km östlich (LSB, 1 Abschnitt)
28. Rovereto, etwa 10 km östlich (SB, 1 Abschnitt)
29. Rovereto, etwa 15 km nordöstlich (LSB, 1 Abschnitt)
30. Pinzolo – Pra Rodont (GB, 1 Abschnitt)
31. Trient-Sardagna (LSB, 1 Abschnitt)

## RegionAbruzzen
1. Gran Sasso d’Italia, La Madonnina (kombinierte Gondel- und Sesselbahn, 1 Abschnitt)
2. Gran Sasso d’Italia, Monte della Scindarella (GB, 2 Abschnitte)
3. Provinz Chieti, Nationalpark Majella, Grotta del Cavallone (Korblift, 1 Abschnitt)
4. Provinz L’Aquila, Campo di Giove, Le Piane Guado di Coccia (SB, 1 Abschnitt)
5. Provinz L’Aquila, Ovindoli, Monte Magnola (GB, 1 Abschnitt)
6. Provinz L’Aquila, Pescasseroli, Monte Vitelle (SB, 1 Abschnitt)
7. Provinz L’Aquila, Rivisondoli, Monte Pratello (GB, 1 Abschnitt)
8. Provinz L’Aquila, Rocca di Cambio, Campo Felice (2 GB, 1 Abschnitt)
9. Provinz L’Aquila, Roccaraso, Aremogna (GB, 1 Abschnitt)
10. Provinz L’Aquila, Scanno, Monte Rotondo (SB, 1 Abschnitt)

## RegionAostatal
1. Antey-Saint-André-Buisson (Aostatal) – Chamois (Aostatal) (LSB, 1 Abschnitt)
2. Antey-Saint-André-Buisson (Aostatal), Chamois (Aostatal) – Lago di Lod – Falinère (SB, 2 Abschnitte)
3. Aosta – Acque fredde – ? – Gressan-Pila (GB, 3 Abschnitte)
4. Aosta, Acque fredde – ?, Gressan-Pila – Couis (SB, 1 Abschnitt)
5. Aosta, Acque fredde – ?, Gressan-Pila – Chamolé (SB, 1 Abschnitt)
6. Breuil-Cervinia – Plateau Rosa (1. Abschnitt LSB und GB (parallel), 2. Abschnitt GB, 3. Abschnitt LSB)
7. Breuil-Cervinia – Col de Sommeiller, Bontadini-Lift, Sessellift
8. Champoluc – Crest – Alpe Ostava (GB, 2 Abschnitte)
9. Chardonney – Laris (GB, 1 Abschnitt)
10. Cogne – Montzeuc (GB, 1 Abschnitt)
11. Courmayeur – Plan Checoouit (LSB, 1 Abschnitt)
12. Dolonne – Plan Checrouit – ? (GB, 2 Abschnitte)
13. Gressoney-Staffal – Sant’Anna (LSB, 1 Abschnitt)
14. Gressoney-Staffal, Sant’Anna – Colle Bettaforca (SB, 1 Abschnitt)
15. Gressoney-Staffal – Passo Salati (GB, 2 Abschnitte)
16. Passo Salati – Punta Indren (LSB, 1 Abschnitt)
17. Le Palud – Rifugio Torino (LSB, 2 Abschnitte)
18. La Thuile – Les Suches (GB, 1 Abschnitt)
19. La Thuile, Les Suches – Chaz Dura (SB, 1 Abschnitt)
20. Torgnon – Chantorne (GB, 1 Abschnitt)
21. Valtournenche – Salette (GB, 1 Abschnitt)

## RegionLombardei
1. Provinz Bergamo, Albino – Selvino, Seilbahn Albino–Selvino (LSB, 1 Abschnitt)
2. Provinz Bergamo, Aviatico – Monte Poieto (GB, 1 Abschnitt)
3. Provinz Brescia, Collio (Italien) – Pezzada (SB, 2 Abschnitte)
4. Provinz Brescia, Ponte di Legno – Colonia Vigili – Passo del Tonale (GB, 2 Abschnitte)
5. Provinz Brescia, Passo del Tonale – Paadisosso del Tonale (GB, 2 Abschnitte)
6. Provinz Lecco, Barzio – Piani di Bobbio (GB, 1 Abschnitt)
7. Provinz Lecco, Lecco, Malnago – Pizzo d’Erna (LSB, 1 Abschnitt)
8. Provinz Lecco, Margno – Pian delle Betulle (LSB, 1 Abschnitt)
9. Provinz Lecco, Moggio (Lombardei) – Piani di Artavaggio (LSB, 1 Abschnitt)
10. Provinz Sondrio, Aprica – Palabione (GB, 1 Abschnitt)
11. Provinz Sondrio, Bormio (Tal) – Bormio (Mitte) (GB, 1 Abschnitt)
12. Provinz Sondrio, Bormio (Mitte) – Cima Bianca (LSB, 1 Abschnitt)
13. Provinz Sondrio, Madesimo – Larici (GB, 1 Abschnitt)
14. Provinz Sondrio, Larici – Cima Sole, SB, 1 Abschnitt
15. Provinz Sondrio, Cima Sole – Pizzo Groppera (LSB, 1 Abschnitt)
16. Provinz Sondrio, Chiesa in Valmalenco – Alpe Palu (LSB, 1 Abschnitt)
17. Provinz Sondrio, Santa Caterina di Valfurva – Vall’Alpe (GB, 2 Abschnitte)
18. Provinz Varese, Curiglia con Monteviasco, Ponte di Piero – Ponte di Piero, Seilbahn Monteviasco
19. Provinz Varese, Laveno-Mombello-Sasso del Ferro, Seilbahn Laveno

## RegionPiemont
1. Provinz Biella, Oropa – Monte Mucrone (LSB, 1 Abschnitt)
2. Provinz Cuneo, Garessio, Monte Berlino (SB, 1 Abschnitt)
3. Provinz Cuneo, Limone Piemonte – Skigebiet Riserva Bianca (GB, 1 Abschnitt) (Severino Bottero)
4. Provinz Cuneo, Priola, Bric Mindino (2 Sesselbahnen, 1 Abschnitt)
5. Metropolitanstadt Turin, Bardonecchia – Monte Jafferau, GB 1 Abschnitt
6. Metropolitanstadt Turin, Sestriere, 5 Gondelbahnen (jeweils 1 Abschnitt; unter anderem nach Fraiteve und Colle Basset) und 3 Sesselbahnen mit jeweils einem Abschnitt
7. Metropolitanstadt Turin, Torre Pellice, zirka 15 km nordwestlich 1 Sesselbahn mit einem Abschnitt
8. Metropolitanstadt Turin, Turin, zirka 25 km westlich 1 Sesselbahn mit einem Abschnitt
9. Provinz Verbano-Cusio-Ossola, Macugnaga-Staffa – Alpe Bill – Passo Moro (LSB, 2 Abschnitte)
10. Provinz Verbano-Cusio-Ossola, Pecetto – ? – Belvedere, SB, 2 Abschnitte
11. Provinz Verbano-Cusio-Ossola, Craveggia – Piana di Vigezzo (GB, 1 Abschnitt)
12. Provinz Verbano-Cusio-Ossola, Stresa – Monte Mottarone (Funivia Stresa-Alpino-Mottarone)
13. Provinz Vercelli, Alagna Valsesia – Pianalunga (GB, 1 Abschnitt)
14. Provinz Vercelli, Pianalunga – Passo dei Salati (LSB (Funifor), 1 Abschnitt)

## RegionVenetien
1. Provinz Belluno, Arabba-Portavescovo (LSB (Funifor), 1 Abschnitt) und
2. Provinz Belluno, Arabba-Portavescovo (GB, 2 Abschnitte)
3. Provinz Belluno, Cortina d’Ampezzo – Cima Tofana (LSB, 3 Abschnitte) Tofanabahn
4. Provinz Belluno, Cortina d’Ampezzo – Falona, Faloriabahn (LSB, 1 Abschnitt)
5. Provinz Belluno, Cortina d’Ampezzo, Passo di Falzarego – Lagazuoi (LSB, 1 Abschnitt) Lagazuoi-Seilbahn
6. Provinz Belluno, Malga Ciapela – Punta Rocca (LSB, 3 Abschnitte)
7. Provinz Belluno, Monte Tomba, 2 Sesselbahnen, 1 Abschnitt
8. Provinz Belluno, Marmolata, Plan Fiacconi – Passo Fedaia (LSB, 1 Abschnitt)
9. Provinz Treviso, Vittorio Veneto, bei Costa ehemalige Seilbahn
10. Provinz Verona, Gardasee, Malcesine-San Michele -Monte Baldo (Funivia Malcesine) (LSB, 2 Abschnitte)
11. Provinz Verona, Gardasee, Prada – Bondini (-Monte Baldo) (GB, 1 Abschnitt)
12. Provinz Verona, Gardasee (Prada -), Bondini -Monte Baldo (SB, 1 Abschnitt)
13. Provinz Vicenza, Asiago, Monte Kaberlaba (SB, 1 Abschnitt)
14. Provinz Vicenza, Monte Campomolon (SB, 1 Abschnitt)

## Übriges Italien
1. Region Emilia-Romagna, Metropolitanstadt Bologna, Bologna, Meloncello – San Luca (LSB, 1 Abschnitt, ehemalig)
2. Region Emilia-Romagna, Provinz Modena, Passo del Lupo – Monte Cimone (LSB, 1 Abschnitt)
3. Region Friaul-Julisch Venetien, Camporosso – Monte Santo di Lussari – ?, GB, 2 Abschnitte
4. Region Friaul-Julisch Venetien, Ravascletto-Monte Zoncolan (LSB (Funifor), 1 Abschnitt)
5. Region Friaul-Julisch Venetien, Monte Zoncolan, LSB, 1 Abschnitt
6. Region Kalabrien, Provinz Cosenza, Moccone, Tasso – Monte Curcio (GB, 1 Abschnitt)
7. Region Kalabrien, Provinz Cosenza, San Giovanni in Fiore, Lago Arvo – Monte Botte Donato (GB, 1 Abschnitt)
8. Region Kampanien, Metropolitanstadt Neapel, Neapel, Zoo-Edenlandia Richtung Posillipo Capo, ehemalige Luftseilbahn
9. Region Kampanien, Metropolitanstadt Neapel, Neapel, Vesuv – ehemalige Sesselbahn
10. Region Kampanien, Metropolitanstadt Neapel, Castellammare di Stabia – Monte Faito (LSB, 1 Abschnitt)
11. Region Kampanien, Metropolitanstadt Neapel, Capri, Anacapri – Monte Solaro (GB, 1 Abschnitt)
12. Region Latium, Provinz Rieti, Pian di Valli – Terminiluccio (LSB, 1 Abschnitt)
13. Region Latium, Provinz Rieti, Terminiluccio – Monte Terminillo (SB, 1 Abschnitt)
14. Region Latium, Provinz Rieti, Monte Tilia (SB, 1 Abschnitt)
15. Region Ligurien, Metropolitanstadt Genua, Rapallo – Montallegro, LSB 1 Abschnitt
16. Region Ligurien, Provinz Imperia, bei Monte Saccarello, SB 1 Abschnitt
17. Region Ligurien, Provinz Imperia, Sanremo, Funivia San Remo, 1933–?
18. Region Ligurien, Provinz Savona, Savona – San Giuseppe di Cairo, Funivie Savona – San Giuseppe, 2 parallel unabhängige Materialseilbahnen, Länge 17,43 km, Höhenunterschied: 530 m
19. Region Marken, Provinz Macerata, Monte Amandola (1 SB, 1 Abschnitt)
20. Region Marken, Provinz Macerata, Monte Bove Sud (3 SB, 1 Abschnitt)
21. Region Sizilien, Provinz Trapani, Trapani, Borgo Annunziata – Monte Erice (GB, 1 Abschnitt), Seilbahn Trapani,
22. Region Sizilien, Metropolitanstadt Catania, Catania, Funivia dell’Etna, GB 2 Stationen
23. Region Sizilien, Metropolitanstadt Messina, Taormina, Altstadt – Mazzaro, GB,
24. Region Toskana, Provinz Pistoia, Abetone – Monte Gomito, GB 1 Abschnitt
25. Region Toskana, Provinz Pistoia, Cutigliano – Doganaccia, LSB, 2 Abschnitte
26. Region Umbrien, Provinz Perugia, Umbertide, Monte Acuto

## Materialseilbahn
1. Region Aostatal, Cogne